# José Jorge Bajos Valverde
José Jorge Bajos Valderde (f. Acapulco, Guerrero; 4 de enero de 2007) fue un político mexicano, miembro del Partido Acción Nacional, era Diputado al Congreso de Guerrero de 2005 a 2008, donde desempeñaba la Presidencia de la Comisión de Presupuesto, era conocido por su cercanía con el gobernador de Guerrero, Zeferino Torreblanca Galindo, aún y cuando ambos eran miembros de diferentes partidos políticos.
Fue asesinado el 4 de enero de 2007 cuando se dirigía a la televisora estatal de Guerrero en Acapulco a ofrecer una entrevista